# 1909 у кіно

## Фільми

### Світове кіно
- «Спекуляція пшеницею»/A Corner in Wheat,  США (реж. Девід Ворк Гріффіт)
- «Шкіряна Панчоха»/Leather Stocking,  США (реж. Девід Ворк Гріффіт)

### Російське кіно
- «Бахчисарайський фонтан» (режисер Яків Протазанов)
- «Вадим / Повість з часів Пугачова / Боярин Паліцин» (режисер Петро Чардинін)
- «Ванька-ключник» (режисер Василь Гончаров)
- «Вибір царської нареченої» (режисер Василь Гончаров)
- «Вій» (режисер Василь Гончаров)
- «Влада темряви» (режисер Петро Чардинін)
- «Драма в таборі підмосковних циган» (режисер Володимир Сіверс)
- «Одруження» (режисер Петро Чардинін)
- «Мазепа» (режисер Василь Гончаров)
- «Мертві душі» (режисер Петро Чардинін)
- «Пісня про купця Калашникова» (режисер Василь Гончаров)
- «Злочин і кара» (режисер Василь Гончаров)
- «Російська весілля XVI століття», (режисер Василь Гончаров)
- «Смерть Івана Грозного» (режисер Василь Гончаров)
- «Тарас Бульба» (режисер Олександр Дранков)
- «Ухар-купець» (режисер Василь Гончаров)
- «Хірургія» (режисер Петро Чардинін)
- «Чародійка / Нижньогородський переказ» (режисер Петро Чардинін та Василь Гончаров)
- «Що за комісія, творець, бути дорослої доньки батьком?» (режисер Олександр Пантелєєв, Лебединський)
- «Епізод з життя Дмитра Донського» (режисер Кай Ганзен)

## Персоналії

### Народилися
- 1 січня — Дена Ендрюс, американський актор (пом. 1992).
- 3 січня  — Віктор Борге, данський піаніст, диригент та комік (пом. 2000).
- 6 січня  — Волкова Клавдія Василівна, російська і українська радянська акторка (пом. 1985).
- 14 січня — Джозеф Лоузі, американський та британський кінорежисер (пом. 1984).
- 26 січня — Прилуцький Микола Степанович, радянський звукооператор (пом. 1990).
- 30 січня — Гусєв Віктор Михайлович, російський радянський поет і перекладач, драматург, сценарист (пом. 1944).
- 2 лютого — Родос Яків Веніамінович, радянський актор (пом. 1968).
- 3 лютого:
  - Андре Каятт, французький кінорежисер та сценарист (пом. 1989).
  - Плотников Сергій Миколайович, радянський російський актор театру і кіно (пом. 1990).
- 6 лютого — Тальві Айно, естонська радянська акторка (пом. 1992).
- 9 лютого — Кармен Міранда, бразильська співачка, танцюристка (пом. 1955).
- 10 лютого — Анрі Алекан, французький кінооператор (пом. 2001).
- 11 лютого — Джозеф Манкевич, американський кінорежисер, сценарист, продюсер (пом. 1993).
- 13 лютого — Іванов Віктор Михайлович, радянський і український кінорежисер, сценарист, письменник (пом. 1981).
- 16 лютого — Джеффрі Лінн, американський актор та сценарист (пом. 1995).
- 17 лютого — Кузьміна Олена Олександрівна, радянська кіноакторка (пом. 1979).
- 24 лютого — Ріккардо Фреда, італійський кінорежисер, сценарист (пом. 1999).
- 1 березня — Цинман Аркадій Михайлович, російський актор (пом. 1985).
- 4 березня — Бабенко Георгій Гаврилович, український актор театру і кіно (пом. 1977).
- 9 березня — Пономаренко Євген Порфирович, український актор (пом. 1994).
- 30 березня — Герасимов Олексій Олександрович, український кінооператор (пом. 1989).
- 3 квітня — Бєляєв Володимир Павлович, український та російський прозаїк і кінодраматург (пом. 1990).
- 5 квітня — Альберт Брокколі, американський кінопродюсер (пом. 1996).
- 9 квітня — Дзержинський Іван Іванович, російський композитор (пом. 1978).
- 22 квітня — Кожевников Вадим Михайлович, російський письменник, сценарист (пом. 1984).
- 29 квітня — Том Юелл, американський актор (пом. 1994).
- 2 травня:
  - Луков Леонід Давидович, радянський кінорежисер, сценарист (пом. 1963).
  - Любезнов Іван Олександрович, російський актор (пом. 1988).
- 13 травня — Жані Ольт, французька акторка (пом. 2005).
- 14 травня — Плужник Григорій Дмитрович, радянський та український актор кіно і театру (пом. 1973).
- 15 травня — Джеймс Мейсон, англійський актор, сценарист і продюсер (пом. 1984).
- 16 травня — Маргарет Саллаван, американська акторка (пом. 1960).
- 22 травня — Луковський Ігор Володимирович, радянський сценарист і драматург (пом. 1979).
- 27 травня — Мері Макаллистер, американська кіноакторка (пом. 1992).
- 29 травня — Жеймо Яніна Болеславівна, радянська кіноакторка (пом. 1987).
- 30 травня — Бенні Гудмен, американський джазмен, кларнетист (пом. 1986).
- 3 червня — Цесарська Емма Володимирівна, радянська і російська акторка (пом. 1990).
- 7 червня:
  - Джессіка Тенді, англійська акторка (пом. 1994).
  - Кузнецов Іван Миколайович, російський актор (пом. 1976).
- 14 червня — Берл Айвз, американський актор і співак в стилі фолк (пом. 1995).
- 17 червня — Карел Гегер, чехословацький актор театру, кіно та телебачення (пом. 1977).
- 20 червня — Еррол Флінн, австралійський кіноактор ірландського походження (пом. 1959).
- 27 червня — Мельникова Євгенія Костянтинівна, російська радянська акторка театру і кіно (пом. 2001).
- 5 липня — Іза Міранда, італійська акторка (пом. 1982).
- 23 серпня — Масоха Лаврентій Омелянович, український радянський та російський радянський актор (пом. 1971).
- 25 серпня — Рубі Кілер, американська акторка, співачка і танцюристка (пом. 1993).
- 30 серпня — Сухаревська Лідія Петрівна, радянська російська акторка театру і кіно (пом. 1991).
- 7 вересня — Еліа Казан, американський продюсер, сценарист, кінорежисер (пом. 2003).
- 21 вересня — Соловйов Володимир Романович, радянський актор театру і кіно (пом. 1968).
- 28 вересня — Твердохлібова Любов Порфирівна, український режисер-документаліст (пом. 2002).
- 10 жовтня — Фрейндліх Бруно Артурович, радянський актор театру і кіно (пом. 2002).
- 27 жовтня — Сагал Данило Львович, радянський і російський актор театру та кіно (пом. 2002).
- 31 жовтня — Уан-Зо-Лі Володимир Валентинович, радянський артист цирку, кіноактор (пом. 1998).
- 16 листопада — Маклярський Михайло Борисович, радянський російський кінодраматург (пом. 1978).
- 20 листопада — П'єро Герарді, італійський художник кіно та художник по костюмах (пом. 1971).
- 24 листопада — Єжи Тепліц, польський історик кіно, кінокритик і кінознавець (пом. 1995).
- 26 листопада:
  - Френсіс Ді, американська акторка (пом. 2004).
  - 26 листопада — Левада Олександр Степанович, український драматург та кіносценарист (пом. 1995).
- 12 грудня — Карен Морлі, американська акторка (пом. 2003).
- 18 грудня — Мона Баррі, американська акторка (пом. 1964).

### Померли
- 27 грудня — Бенуа Коклен, французький актор і теоретик театру.

### Дебюти
- Роско Арбакл — Дитина Бена / Ben's Kid
- Етель Клейтон — Justified
- Долорес Костелло — A Midsummer Night's Dream
- Марі Дресслер — Перерваний роман Тіллі
- Мері Пікфорд — Mrs. Jones Entertains
- Бланш Світ — A Man with Three Wives